# Ulf Fembro

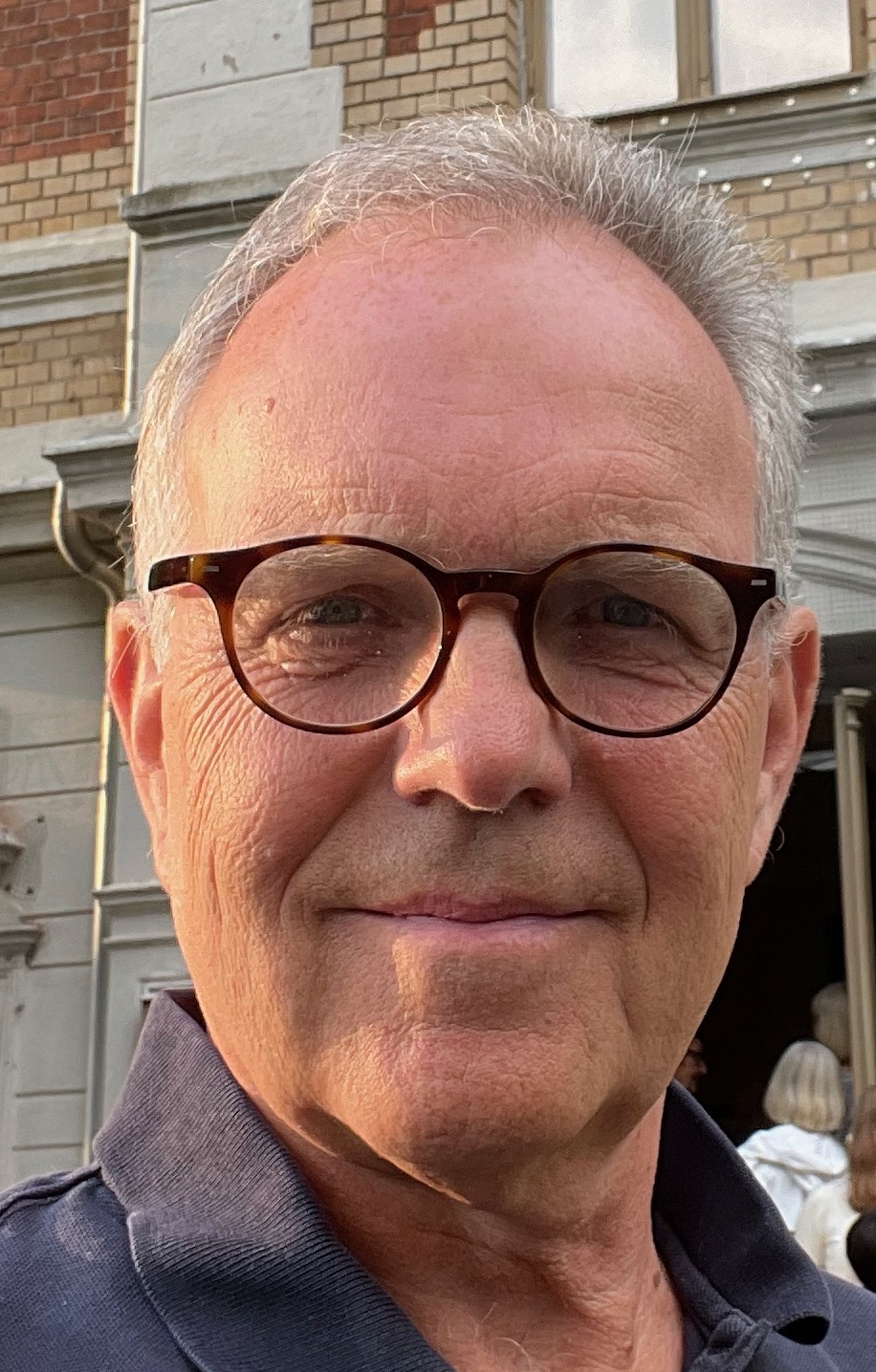
Ulf Fembro 2022

Ulf Fembro, född 1955 i Ljungby, är en svensk teaterchef, dramatiker och regissör.
Fembro startade UDG-teatern i Karlskrona 1983 och var dess konstnärlige ledare fram till 1990 då han blev teaterchef för Folkteatern i Gävleborg. I Gävle var han verksam som chef till 1997. Han arbetade 1997-2001 som frilansande regissör, bland annat på Regionteatern Blekinge/Kronoberg och Nya Skånska Teatern. Samarbetet mellan proffs och amatörer har varit ofta förekommande i Fembros uppsättningar. År 2002 startade han ännu en fri teatergrupp i Blekinge, Teater Hela Livet. År 2005 blev han första chef för Tornedalsteatern. Där arbetade han med att göra teater på meänkieli (tornedalsfinska), ett av Sveriges minoritetsspråk. Han har låtit översätta August Strindbergs Hemsöborna till meänkieli och satte upp den 2006 under namnet Kotirannan Väki. Åren 2007 och 2008 satte han upp Bengt Pohjanens och Kaj Chydenius Laestadiusuuppera, ett möte mellan meänkieli, svenska och samiska. Sommaren 2009 satte han upp Krigsoperan/Sotaooppera (även den ett verk av Pohjanen/Chydenius) i Haparanda/Torneå till minne av delningen av Tornedalen efter 1809 års fred efter kriget mot Ryssland. Även pjäser av Mikael 
Niemi, ”105 kurvor” (2010) och ”Käselintu” (2011).
2011-2020 var han rektor för kulturskolan i Halmstad och var med om att starta Kulturhuset Najaden.    Efter kulturskoletiden verksam som frilansande regissör och dramatiker, bland annat på Ronneby Folkteater.